# Надя Петрова (политик)
Надя Йорданова Петрова е български политик от ДПС. Народен представител от Движението за права и свободи в XLVIII народно събрание. Тя е член на областния съвет на ДПС в Монтана. Била е общински съветник от ДПС в община Лом.

## Биография
Надя Петрова е родена на 14 август 1978 г. в град Лом, Народна република България. Става директор на Център за настаняване от семеен тип и заместник-председател на Общинския съвет от ДПС в община Лом.